# Blahočet chilský

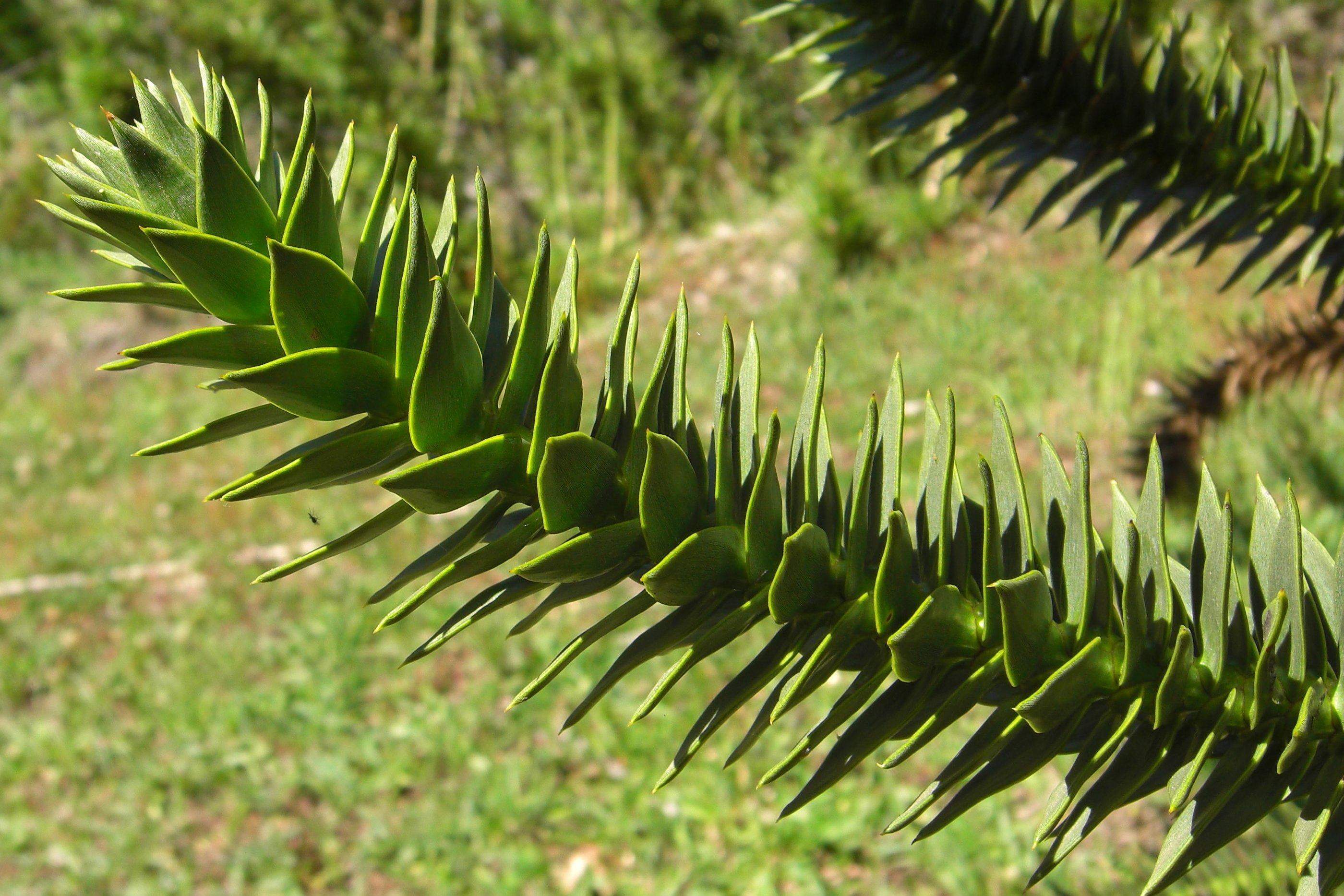
Větvička blahočetu chilského

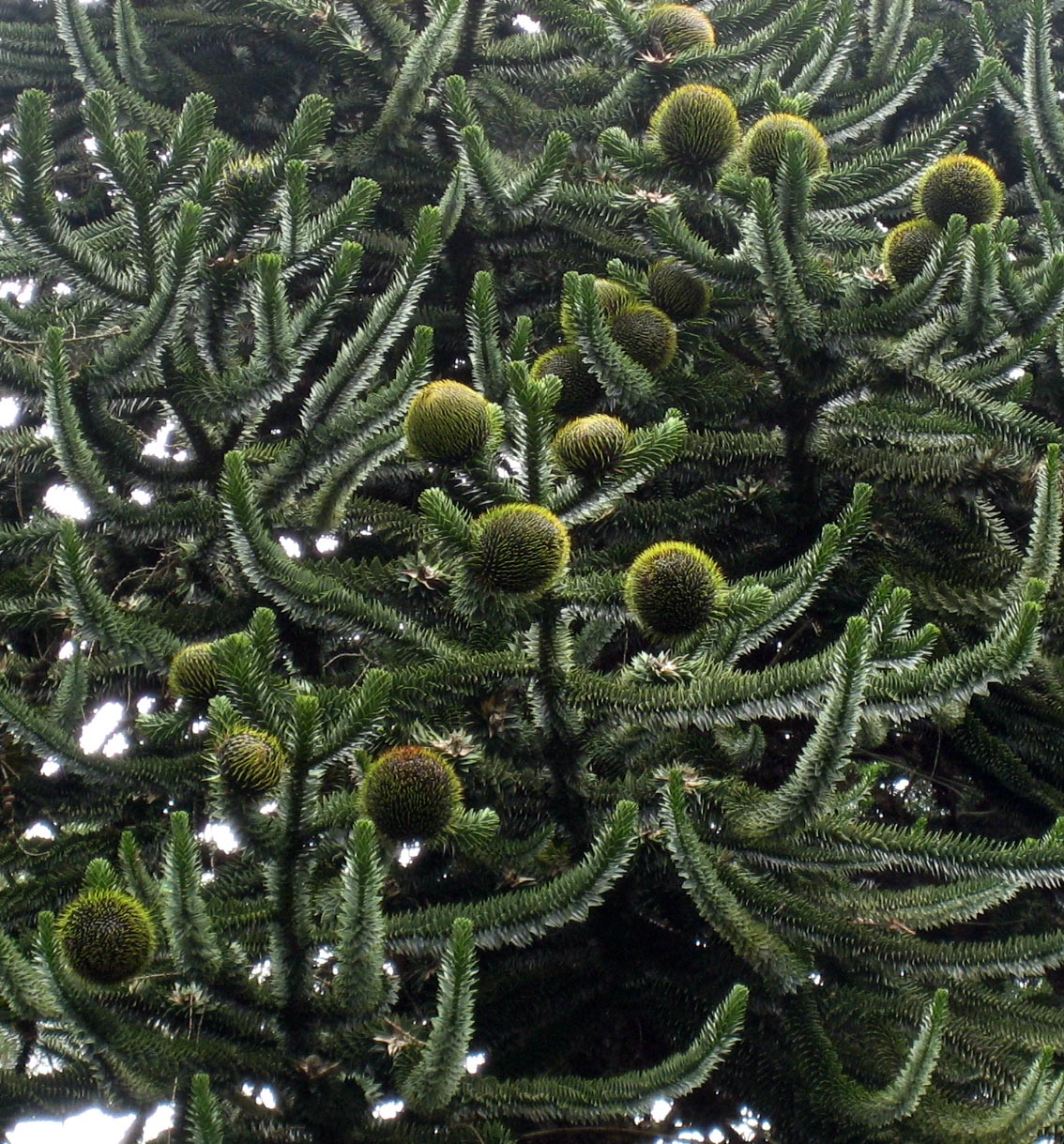
Nezralé samičí šištice blahočetu chilského

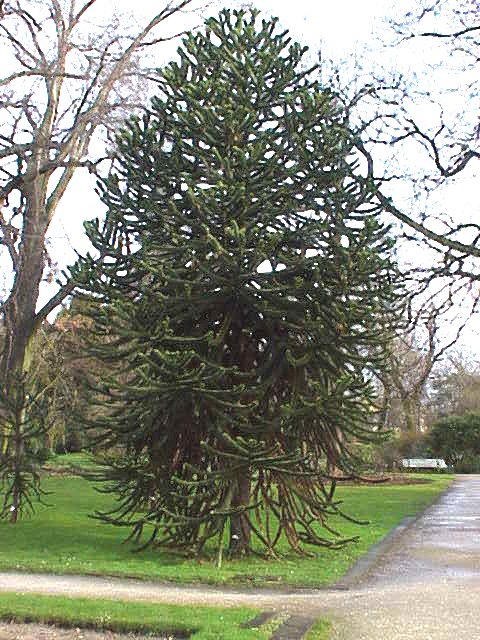
Mladý blahočet chilský pěstovaný v Evropě

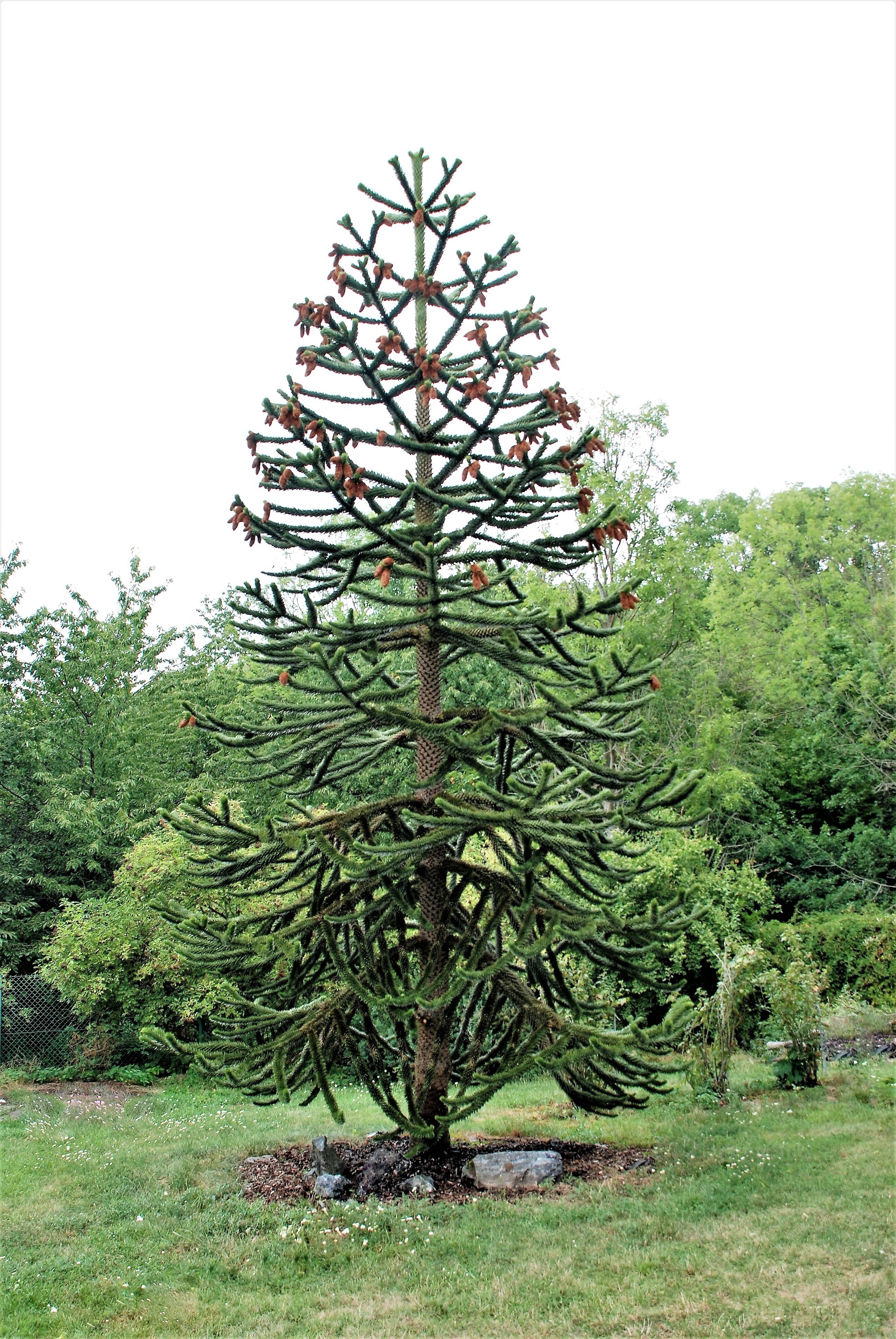
Vzrostlý blahočet chilský na zahradě v Petrově u Prahy

Blahočet chilský, též araukárie chilská (Araucaria araucana; též opičí strom či opičí smrk) je jehličnatý, vždyzelený strom z čeledi blahočetovitých.

## Evoluce
Blahočet chilský je prastará nahosemenná rostlina, pochází stejně jako celá čeleď blahočetovitých z geologických období jury a křídy. To značí, že roste bez větších změn již po dobu okolo 150 milionu let, oprávněně se mu říká živoucí fosílie.

## Rozšíření
Je endemitem z chilsko-argentinského pomezí. Vyskytuje se v centrálním Chile a na západě centrální Argentiny, kde roste na svazích And v nadmořské výšce obvykle od 1000 do 1600 m. Nejlépe mu vyhovují vlhké, mírně kyselé půdy vulkanického původu.

## Popis
Jsou to jednodomé nebo dvoudomé stromy vysoké 30 až 40 m s pyramidální korunou. Šedohnědou kůru mají hladkou se stopami po starých odumřelých větvích. Hlavní větve, málo rozvětvené, rostou horizontálně v přeslenech obvykle po 5, postranní větve jsou také horizontální nebo mírně převislé.
Šupinovité listy, které jsou mnohdy i na kmeni, jsou vejčité, kopinaté, leskle zelené s průduchy na obou stranách. Bývají dlouhé 30 až 50 mm a široké 8 až 25 mm, podélně proužkované, opadávají po 10 až 15 létech.
Samčí šištice, žlutavě hnědé, rostou vzpřímeně jednotlivě nebo ve skupinkách, bývají dlouhé 7 až 15 cm a mají průměr okolo 5 cm. Samičí šištice, nejdřív zelené, po opylení postupně tmavohnědé, jsou kulovitého tvaru, vysoké jsou asi 10 až 18 cm,průměr mívají okolo 8 až 15 cm. Opylení probíhá v červnu až červenci.
Semena dozrávají za 2 až 3 roky po anemogamickém opylení, jsou hnědá až naoranžovělá, na délku měří 25 až 40 mm a na šířku 7 až 15 mm, mají trojúhlý tvar, na špičce jsou dvě malá křidélka.
Stromy se mohou dožít vysokého stáří, je zdokumentován exemplář vysoký 50 m s výčetní tloušťkou kmene 223 cm a s 834 letokruhy. Je pravděpodobné, že se mohou za příznivých podmínek dožít až 1000 let.
Dokáže odolat mrazům až do -18 °C, v zábalu i více.

## Využití
Blahočet chilský poskytoval pro místní obyvatelstvo tradičně dřevo ke stavebním účelům, pro stěžně na plachetnice, na topení a využívala se jeho pryskyřice pro lékařské účely. Jeho semena jsou poživatelná a během dlouhých zimních období byla pro místní obyvatele hlavním zdrojem sacharidů. I nyní, v období přísné ochrany stromu který získal status ohroženého druhu, si smí každá domorodá rodina nasbírat 300 kg semen. Některé stromy dříve sloužily i ke kultovním účelům.
Je to druh blahočetu, který snese největší chlad a pěstuje se s úspěchem jako okrasná exotická dřevina i ve venkovních podmínkách v Evropě, například v Belgii, Nizozemsku, Německu i na pobřeží Norska, kde Golfský proud zajišťuje mírné zimy.

## Ochrana
Blahočet chilský patří podle:
- Vyhlášky Ministerstva životního prostředí č. 216/2001 Sb. o podmínkách dovozu a vývozu ohrožených druhů volně žijících živočichů a planě rostoucích rostlin..., která obsahuje seznamy I, II, a III podle stupně ohrožení (stanovené CITES) [5] a
- Nařízení komise (ES) č. 1332/2005… o ochraně druhů volně žijících živočichů a planě rostoucích rostlin..., která obsahuje seznamy A, B, C, a D podle stupně ohrožení (přísnější než CITES) [6]

mezi rostliny, které jsou ve svém přírodním areálu v Argentině a Chile chráněny. Proto lze s blahočetem chilským, včetně jeho semen, obchodovat jen za podmínky, že nepochází z uvedeného areálu, ale byl vypěstován někde jinde, např. ve školkách apod.

## Vědecká synonyma
- Abies araucana (Molina) Poir.
- Abies columbaria Desf.
- Araucaria araucana subsp. conguillioensis Silba
- Araucaria chilensis Mirb.
- Araucaria dombeyi A. Rich.
- Araucaria imbricata Pav.
- Araucaria imbricata var. variegata Gordon
- Columbea imbricata (Pav.) Carrière
- Columbea imbricata var. densa Carrière
- Columbea imbricata var. denudata Carrière